# كلايد غودوين
كلايد غودوين (بالإنجليزية: Clyde Goodwin)‏ هو لاعب كرة قاعدة أمريكي، ولد في 12 نوفمبر 1886 في Shade, Ohio ‏ في الولايات المتحدة، وتوفي في 12 أكتوبر 1963 في دايتون في الولايات المتحدة.

## وصلات خارجية
- كلايد غودوين على موقعبيزبول رفرنس.كوم (الدوري الرئيسي) (الإنجليزية)
- كلايد غودوين على موقعبيزبول رفرنس.كوم (الدوري الثانوي) (الإنجليزية)